# もうすぐお昼ですよ
もうすぐお昼ですよ（もうすぐおひるですよ）は、千葉テレビ放送で2009年12月から2011年3月まで、月・火曜日の昼に放送されていた情報番組。

## 概要
「女性をHappyにします」をキャッチコピーに、主に千葉県内のグルメや買い物情報等を紹介する番組として、2009年12月放送開始。略して「もう昼」（もうひる）。当番組のオリジナル企画が殆どであり、コーナーは全て「-箱」と呼ばれていた（例：ミュージック箱、カルチャー箱）。占い（12星座Ranking）は『朝まるJUST』で当日放送されたものを使用していた。
当番組は月・火曜のみ放送であり、水～金曜は従来からの番組（外国ドラマの再放送等）を放送していた。
2011年4月以降、12:00 - 12:30に首都圏トライアングル同時ネットで『ありがとッ!』を編成する都合上などにより、2011年3月29日を以って番組終了した。

## 放送時間
基本的には毎週月・火曜の11:30～12:25。但し、以下のような場合に放送時間変更や休止がある。

## 出演者

### 番組終了時の出演者
- 中村豪（やるせなす）（2009年12月7日 - 2011年3月29日） - 番組MC
- 野口逢里（2009年12月7日 - 2011年3月29日）
- 鈴木希依子（2010年10月4日 - 2011年3月29日）

### 過去の出演者
- 下田屋有依（2009年12月7日 - 2010年9月28日）